# Ivan Terestchenko
Pour les articles homonymes, voir Terechtchenko.
 (signalé en août 2025).
Si vous disposez d'ouvrages ou d'articles de référence ou si vous connaissez des sites web de qualité traitant du thème abordé ici, merci de compléter l'article en donnant les références utiles à sa vérifiabilité et en les liant à la section « Notes et références ».
- Archive Wikiwix
- Bing
- Cairn
- DuckDuckGo
- E. Universalis
- Gallica
- Google
- G. Books
- G. News
- G. Scholar
- Persée
- Qwant
- (zh) Baidu
- (ru) Yandex
- (wd) trouver des œuvres sur Wikidata

Ivan Terestchenko est un photographe et sculpteur franco-anglais né le 1er octobre 1958 à Londres. 

## Biographie
Après une éducation anglaise au collège de Cothill House à Oxford, Terestchenko fait ses études en Suisse puis en France. Il étudie l'histoire de l'art à l'École du Louvre. Bénéficiaire d'une bourse à la Cité Internationale des Arts, il commence sa carrière  par la peinture puis se tourne vers la photographie. En 1989, Terestchenko publie ses premières photos dans le magazine Vogue, s'ensuivent de multiples collaborations avec le groupe de presse Condé Nast,  The World of Interiors et de nombreux magazines à travers le monde. Il y présente des photographies d'intérieurs de personnalités du monde artistique et de la mode. Manolo Blahnik, Azzedine Alaïa, Hedi Slimane, Rosita Missoni mais également Emilio Pucci, André Courrèges, Kenzo Takada défilent sous son objectif.  
En 1994, Terestchenko publie son premier livre The Garden Room aux États-Unis aux éditions Clarkson N Potter, puis en 2000, Paint aux éditions Rizzoli, un livre sur les murs peints des grandes demeures en Angleterre sous la direction de la manufacture de peinture britannique Farrow and Ball. En 2009, un an après la mort d'Yves Saint Laurent, le journaliste américain Robert Murphy lui confie la photographie d'un ouvrage à la mémoire du grand couturier : Les Paradis secrets d'Yves Saint Laurent et de Pierre Bergé publié en France par les éditions Albin Michel et dans cinq autres pays. En 2013, l'ouvrage Intérieurs Couture explore une sélection d'intérieurs privés des plus grands créateurs de mode autour du monde, également publié aux éditions Albin Michel et dans quatre autres pays.   
En 2018 Ivan Terestchenko se tourne vers la céramique et sculpte des figurines en terre cuite inspirées du monde hédoniste du surf et de l'antiquité grecque. Cette première production sera exposée en Novembre 2020 à la Galerie du Passage à Paris suivie d'une seconde présentant des pièces de plus grandes dimensions produite en Toscane où il réside avec l'argile utilisée par les potiers étrusques dans l'antiquité.   
Ivan Terestchenko est un des derniers descendants d'une illustre famille ukrainienne, les Tereshchenko (en), propriétaires terriens et grands mécènes à qui la ville de Kiev doit de nombreux musées et bâtiments publics par la suite nationalisés par le gouvernement bolchevik. Son grand-père, Mikhaïl Terechtchenko fut le dernier ministre des Affaires Étrangères et des Finances du Tsar Nicolas II de Russie durant le gouvernement provisoire. Son frère aîné, Michel Terestchenko est philosophe, sa sœur cadette Alexandra est décédée à l'âge de dix-huit ans.

## Publications
- The garden room. Timothy Mawson (auteur) Editions Clarkson N Potter ( New York ), Février 1994,  176 pages.
- Objets trouvés. Pierre Le-Tan (auteur), Editions La pionnière, 1998, 24 pages.
- Paint and colour in decoration / Farrow and Ball (auteur), Editions Rizzoli,  2004, 200 pages
- Les paradis secrets d'Yves Saint Laurent et de Pierre Bergé. Robert Murphy (auteur), Editions Albin Michel, Février 2009, 280 pages.
- Intérieurs Couture. Editions Albin Michel, Octobre 2013, 280 pages.